# Гарсия, Хуанин
Хуан Антонио Гарсия Лоренсана (исп. Juan Antonio García Lorenzana, более известный как Хуанин Гарсиа англ. Juanín García; род. 28 августа 1977, Леон) — бывший испанский гандболист; тренер испанского клуба «Адемар Леон». Известен по выступлению за сборную Испании.

## Карьера

### Клубная
Хуанин Гарсиа Лоренсана начал свою профессиональную карьеру в 1997 году, в клубе Адемар Леон. В 2001 году Хуанин помог Адемар Леон выиграть чемпионат Испании, в 1999 и 2005 году Хуанин Гарсиа в составе Адемар Леон стал обладателем Кубка обладателей кубков. В 2005 году Хуанин перешёл в Барселону, с которой стал пятикратным чемпионом Испании, в 2011 году Хуанин Гарсиа помог выиграть лигу чемпионов ЕГФ. В 2014 году Хуанин Гарсиа стал игроком Сьюдад де Логроньо. В 2015 году Хуанин вернулся в Адемар Леон.

#### Международная
Хуанин Гарсиа выступает за сборную Испании, сыграл за неё 202 матча и забил 822 гола.

## Достижения

### Командные
- Победитель чемпионата мира: 2005
- Бронзовый призёр летних Олимпийских игр: 2008
- Победитель чемпионата Испании: 2001, 2006, 2011, 2012, 2013, 2014
- Обладатель кубка Испании: 1999, 2006, 2010, 2012, 2013, 2014
- Обладатель суперкубка Испании: 2007, 2009, 2010, 2013, 2014
- Обладатель кубка Дель Рей: 2002, 2007, 2009, 2010, 2014
- Победитель лиги чемпионов ЕГФ: 2011
- Обладатель кубка обладателей кубков: 1999, 2005

### Личные
- Лучший вингер по итогам чемпионата Испании: 2004, 2005, 2006, 2007, 2008, 2009, 2010, 2011, 2013
- Лучший спортсмен Леона: 2002, 2004, 2005, 2008

## Статистика
Статистика Хуанина Гарсии в сезоне 2016/17 указана на 24.10.2016
| Сезон        | Клуб               | Лига        | Матчи | Голы | 7-метр | Голы |
| ------------ | ------------------ | ----------- | ----- | ---- | ------ | ---- |
| 2011/12      | Барселона          | LIGA ASOBAL | 20    | 107  | 11     | 96   |
| 2012/13      | Барселона          | LIGA ASOBAL | 23    | 109  | 13     | 96   |
| 2013/14      | Барселона          | LIGA ASOBAL | 23    | 63   | 5      | 58   |
| 2014/15      | Сьюдад де Логроньо | LIGA ASOBAL | 30    | 156  | 49     | 107  |
| 2015/16      | Адемар Леон        | LIGA ASOBAL | 29    | 119  | 23     | 96   |
| 2016/17      | Адемар Леон        | LIGA ASOBAL | 8     | 37   | 11     | 26   |
| 2011-по н.в. | Итого              | LIGA ASOBAL | 133   | 591  | 112    | 479  |